# افرستیخن
افرستیخن (به هلندی: Overstegen) یک محله در هلند است که در دوتینخم واقع شده‌است.